# Омлоп Хет Ниувсблад
Омлоп Хет Ниувсблад (нидерл. Omloop Het Nieuwsblad); ранее Омлоп Хет Волк (нидерл. Omloop Het Volk) — ежегодная шоссейная однодневная классическая велогонка, проходящая в бельгийском регионе Восточной Фландрии с 1945 года в конце февраля.
Это открытие бельгийского велосипедного сезона, а также первая гонка года в Северо-Западной Европе. Благодаря этому она имеет значительный престиж.

## История

### Omloop Het Volk
Впервые состоявшаяся в 1945 году гонка называлась Omloop van Vlaanderen. Мероприятие было инициировано фламандской газетой Het Volk в ответ на конкурирующую классику Тур Фландрии (Ronde van Vlaanderen), проводимую газетой Het Nieuwsblad. Het Volk, левая газета, хотела начать новое велосипедное мероприятие во Фландрии в качестве конкурирующей гонки, потому что считали Тур Фландрии слишком близким к нацистам во время Второй мировой войны. Тур Фландрии была единственной классической велогонкой которая проводилась на территории оккупированной немцами во время Второй мировой войны и в полном согласии с немецким командованием. Немцы не только позволили и получили удовольствие от гонки, но и помогли полицией на маршруте. Это привело к обвинениям в сотрудничестве с нацистской Германией.
Организаторы Ronde заявили, что название было слишком близко к их собственному — в нидерландском языке есть небольшая семантическая разница между «Ronde» и «Omloop». Бельгийская федерация велоспорта потребовала от Het Volk сменить название мероприятия, в результате чего Het Volk выступила в качестве титульного спонсора собственной гонки. Одним из следствий вынужденного решения сменить название гонки стало то, что конкурирующие газеты, в том числе Het Nieuwsblad, неохотно упоминали название другой газеты (в данном случае Het Volk) при упоминании итогов гонки. Поскольку было невозможно использовать старое название, газеты называли гонку «Гент — Гент» используя место её старта и финиша, что сделало это ещё более странным, потому что до конца войны Тур Фландрии проводился по маршруту Гент — Гент.
В 2009 году бывшие конкурирующие газеты Het Volk и Het Nieuwsblad объединились, в результате чего начиная с 64-го издания гонка была переименована в Omloop Het Nieuwsblad по названию более крупной газеты. До 2016 года Omloop Het Nieuwsblad входил в календарь UCI Europe Tour с категорией 1.HC. С 2017 года вошла в UCI World Tour.

### Зимняя гонка
Из-за проведении в начале сезона на гонку иногда влияли холодные и зимние условия. Три раза гонка была отменена. В 1960 году гонка была, не в связи с плохой погодой, а из-за разногласий между организаторами и руководящим органом UCI. UCI дал лучшие календарные даты для проведения другим бельгийским гонкам, что побудило Het Volk отменить гонку в знак протеста. В 1971 году она была отложена из-за снега и прошла три недели спустя. В 1986 и 2004 годах организаторы были вынуждены отменить гонку, так как снег и морозы сделали маршрут слишком опасным и безопасность гонщиков не могла быть гарантирована. В наше время организаторы в значительной степени полагаются на прогнозы погоды и корректируют курс, если некоторые сектора считаются небезопасными.

### Бельгийская гонка открытия
Традиционно служащая открытием бельгийского велосипедного сезона, гонка имеет особое значение для бельгийских велосипедистов. На протяжении всей своей истории в гонке доминировали бельгийские гонщики,  которые чувствовали себя комфортно в холодную погоду, и которым помогали большие, и которым помогали их сторонники. Бельгийцы выиграли более 50 гонок. В то же время начиная с 2006 года, когда возрос международный статус гонки, на счёту бельгийцев всего 4 победы. В 1948 году итальянская икона велоспорта Фаусто Коппи выиграл гонку, но был дисквалифицирована за незаконную смену колёс.

### Разное
В период с 2005 по 2016 год входила в календарь UCI Europe Tour с категорией 1.HC. В 2017 году гонка вошла в календарь Мирового тура UCI.
С 1950 года конце июня или начале июля каждого года проводится молодёжная версия, а 2006 года одновременно в один день с мужской гонкой — женская гонка. На следующий день после Омлопа проходит гонка Кюрне — Брюссель — Кюрне.
Организовывается газетой Het Nieuwsblad и компанией Flanders Classics.
Рекордсменами с тремя победами являются три бельгийца — Эрнест Стеркс , Йозеф Брюйер и Петер Ван Петегем. Брюйеру принадлежит самая быстрая средняя скорость прохождения дистанции — 43,35 км/ч показанный им в 1975 году. Среди других известных победителей — Эдди Меркс, Роже де Вламинк, Фредди Мартенс, Йохан Мюзеув, Филипп Жилбер, Тур Хушовд и  Грег Ван Авермат. В 1981 году победил Ян Рас после того, как в предыдущие 4 года занимал места со 2-го по 4-е.

## Маршрут

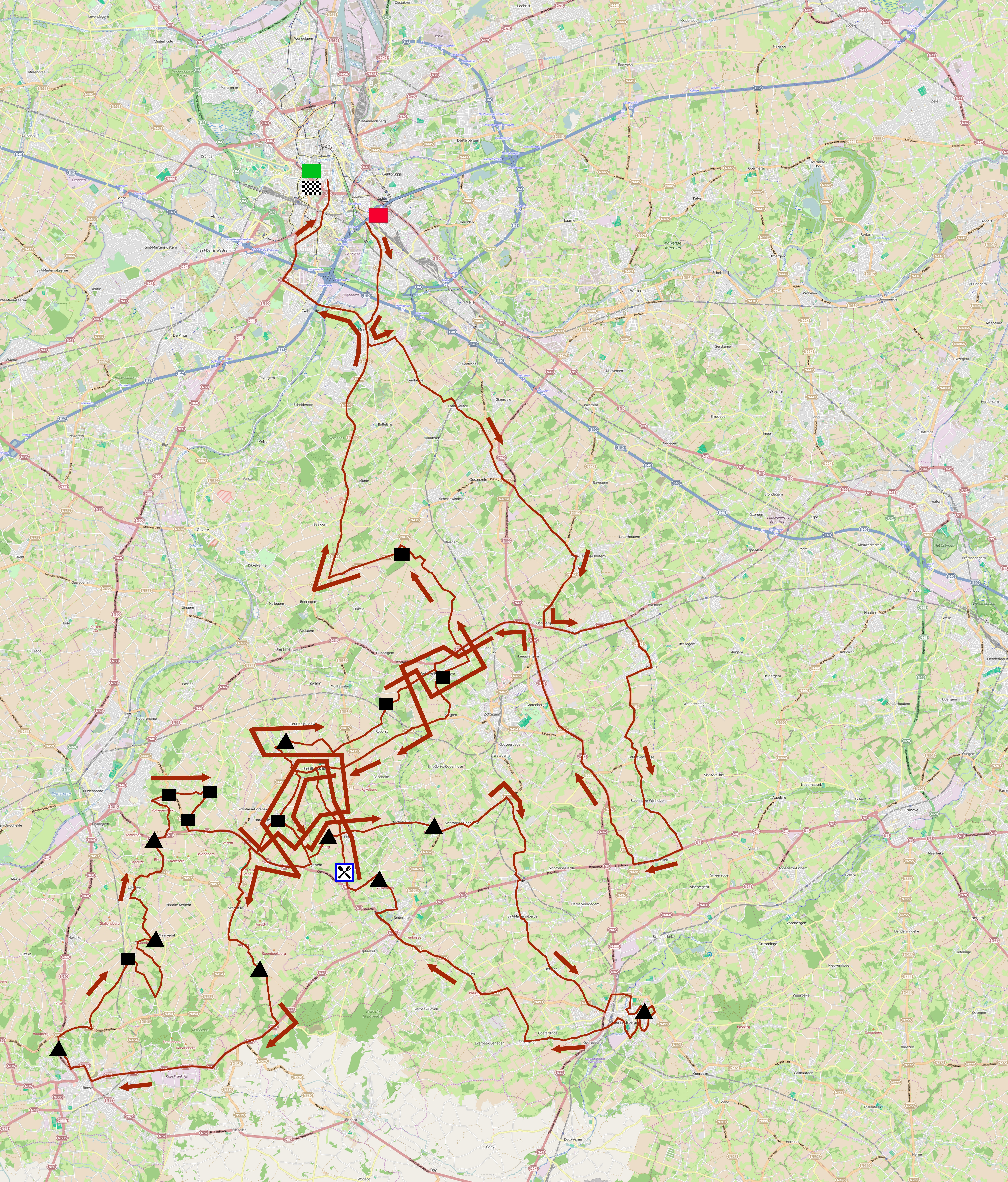
Маршрут гонки 2015 года

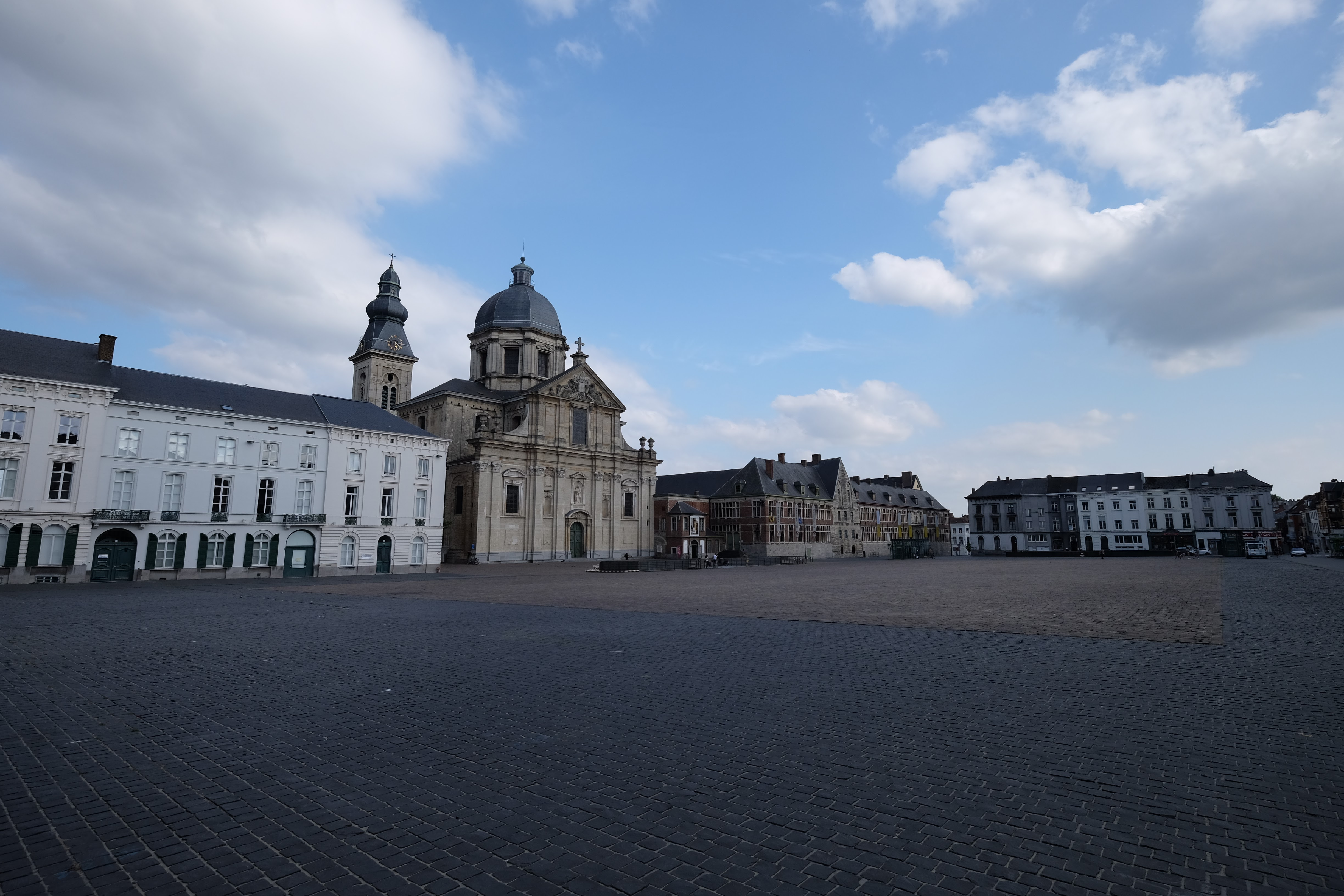
Площадь Синт-Питерсплейн

Официальный старт и финиш традиционно находятся на самой большой площади Гента — Синт-Питерсплейн (Sint-Pietersplein). Однако каждые семь лет, когда Пасха наступает в начале года, площадь бронируется для проведения ежегодной ярмарки в середине поста, и организаторы должны находить разные места. С 1996 по 2007 год финиш располагался Локерене, в 20 км к востоку от Гента. В 2016 и 2017 годах стартовым местом служил городской парк Цитадель (Citadel city park), расположенный рядом с велодромом Кёйпке, а финиш был на проезде Эмиля Клауслана (Emile Clauslaan), недалеко от стартовой площадки. В 2018 году финишная черта переместилась из Гента, его традиционного местоположения, в Меральбеке, где до 2011 года финишировал Тур Фландрии. В 2019 году по логистическим соображениям она снова переместилась в местность рядом с Нинове.
После старта маршрут движется в направлении фламандских Арденн, расположенные на юге провинции, где преодолеваются многочисленные короткие подъёмы, большинство из которых впервые появились в 1950 году — Tiegemberg, Kwaremont, Kruisberg, Edelareberg, Bosberg, Parikeberg и Muur van Geraardsbergen — прежде чем вернуться в Гент. На дистанции протяжённостью 200 километров расположено примерно 13 подъёмов и 10 плоских булыжных участков имеющих категорию.
Несмотря на ежегодные изменения маршрута, некоторые подъёмы присутствуют регулярно — это Leberg, Berendries, Taaienberg, Muur van Geraardsbergen, Eikenberg и Molenberg. Из-за холмистой трассы во фламандских Арденнах, гонка похожа на Тур Фландрии и часто используется при подготовке к большему событию которое проводится пять недель спустя. На гонке 2016 года появился новый подъём Boembekeberg, в качестве замены Molenberg, который отсутствовал из-за дорожных работ в тот год. Molenberg стал играть более важную стратегическую роль после того, как его поместили в 40 километрах от финиша, в то время как Muur van Geraardsbergen и Bosberg — последние подъёмы на маршруте.

## Призёры

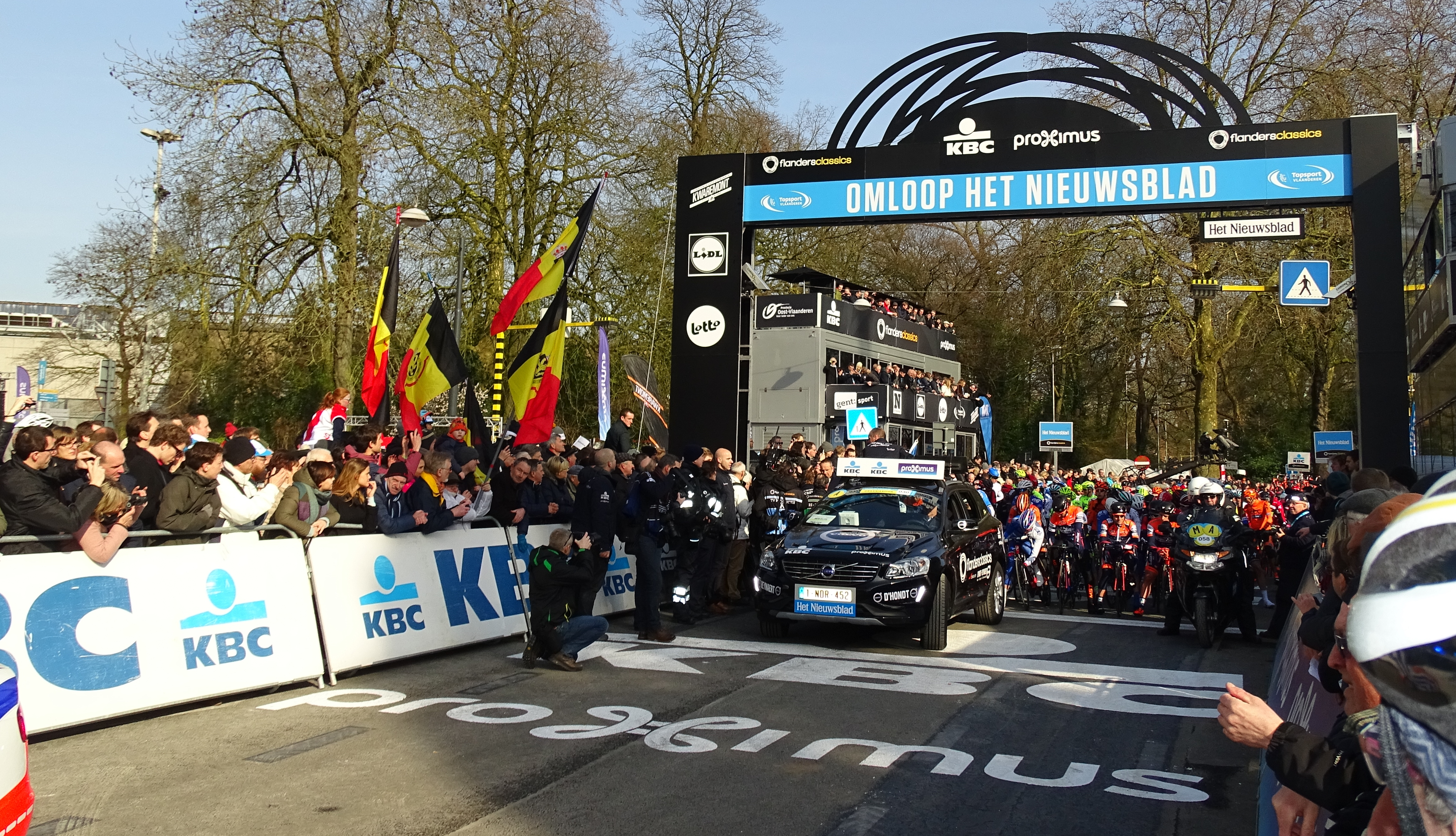
Стартово-финишный створ

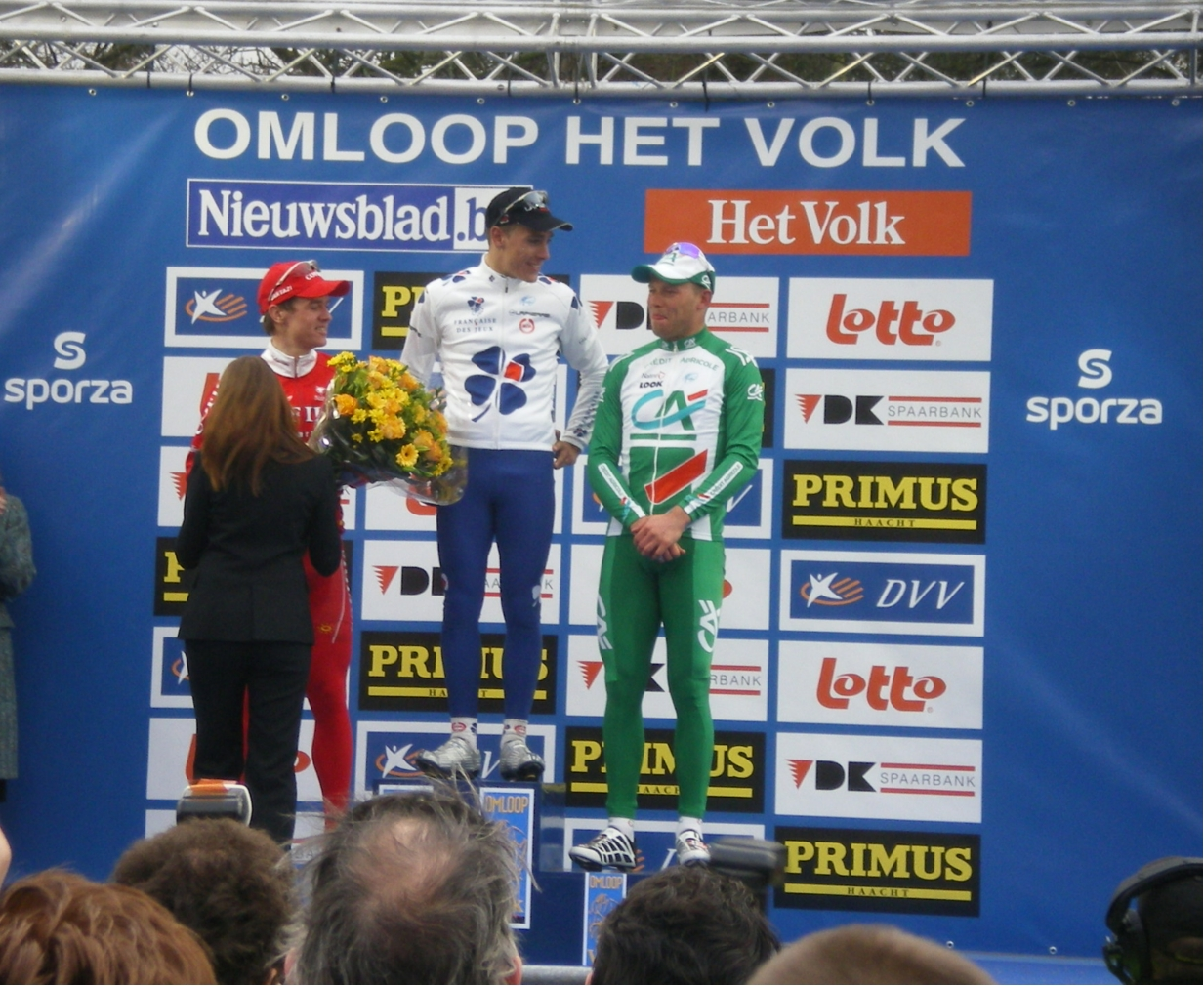
Подиум 2008 года: Ник Нюйенс (2), Филипп Жильбер (1) и Тур Хусховд (3)

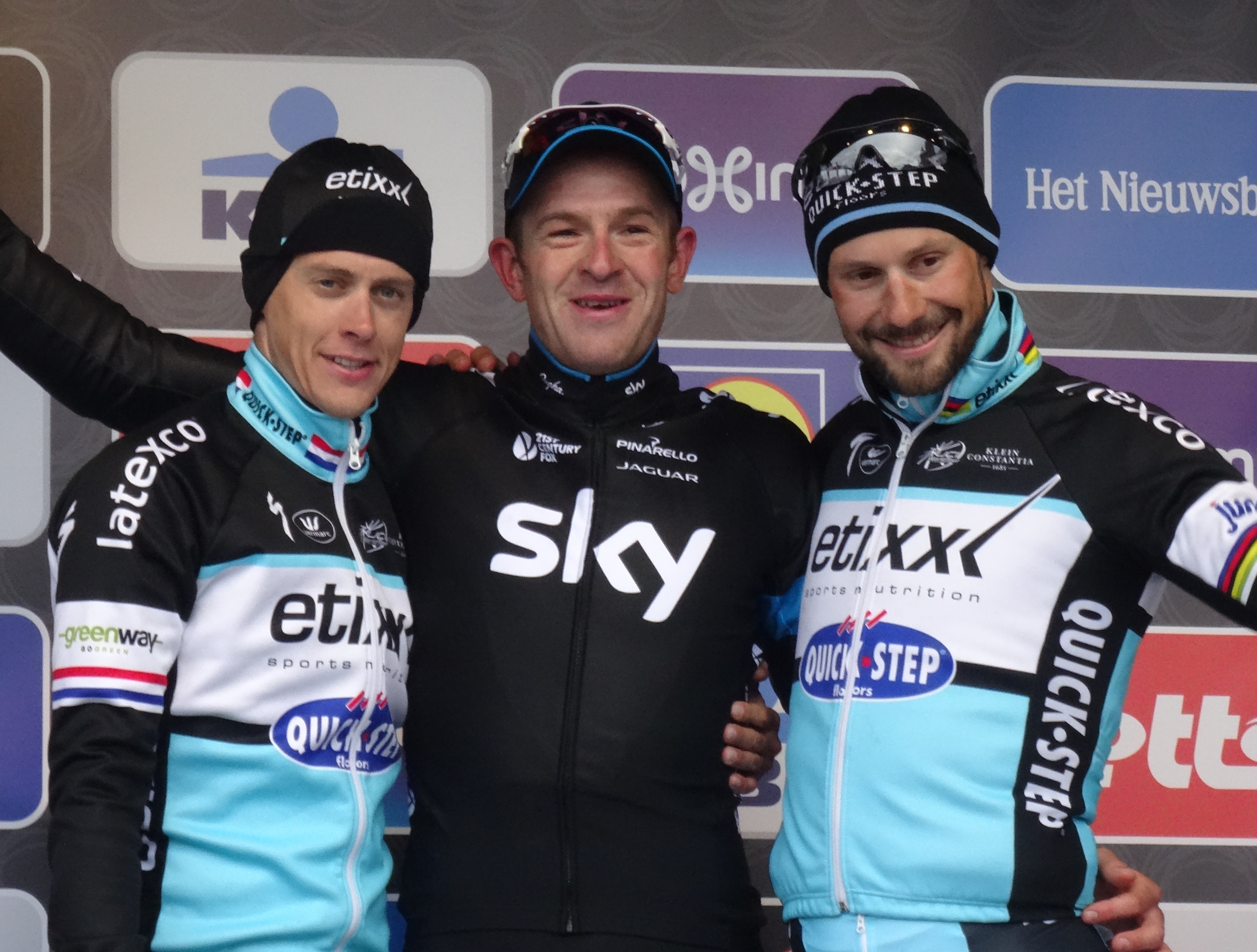
Подиум 2015 года: Ники Терпстра (2), Иан Станнард (1) и Том Бонен (3)

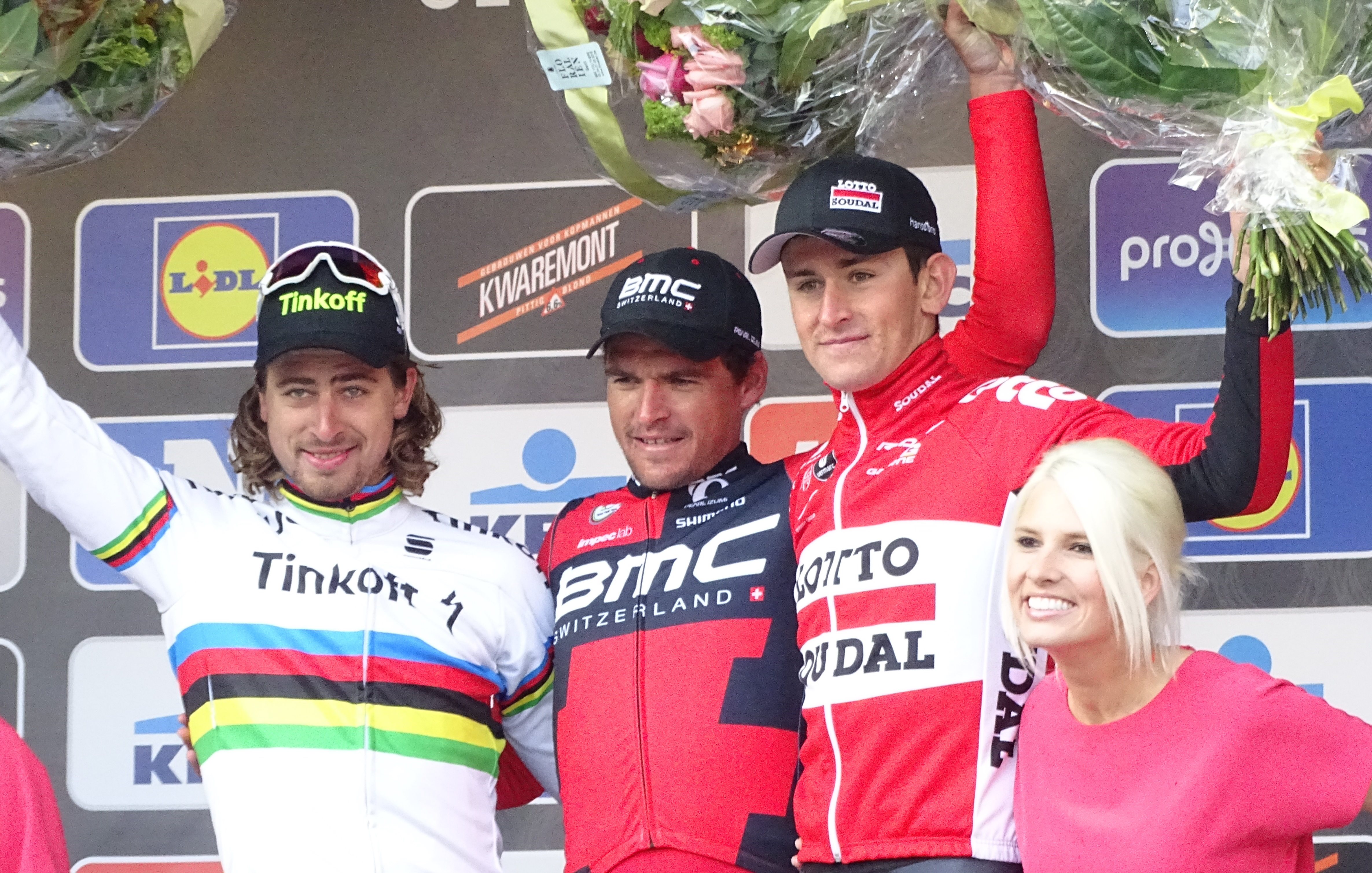
Подиум 2016 года: Петер Саган (2), Грег Ван Авермат (1) и Тиш Бенот (3)

| Год                       | Победитель          | Второй                 | Третий                |
| ------------------------- | ------------------- | ---------------------- | --------------------- |
| Omloop van Vlaanderen     |                     |                        |                       |
| 1945                      | Жан Богартс         | Морис Десимпелар       | Роберт Ван Энаме      |
| 1946                      | Андре Питерс        | Марсель Рейкарт        | Эмманюль Тома         |
| Omloop Het Volk           |                     |                        |                       |
| 1947                      | Альберт Серкю       | Эмиль Файгнарт         | Ахил Бёйссе           |
| 1948                      | Сильвен Грисолль    | Фаусто Коппи           | Марсель Хендрикс      |
| 1949                      | Андре Деклерк       | Франс Линен            | Морис Моллин          |
| 1950                      | Андре Деклерк       | Морис Меерсман         | Алберик Схотте        |
| 1951                      | Жан Богартс         | Lionel Van Brabant     | Раймонд Импанис       |
| 1952                      | Эрнест Стеркс       | Раймонд Импанис        | Андре Деклерк         |
| 1953                      | Эрнест Стеркс       | Морис Моллин           | Марсель Рейкарт       |
| 1954                      | Карел Де Баре       | Роже Де Корт           | Ян Де Валк            |
| 1955                      | Лоде Антонис        | Андре Россель          | Андре Влайен          |
| 1956                      | Эрнест Стеркс       | Алберик Схотте         | Leopold Schaeken      |
| 1957                      | Норберт Керкхове    | Пино Черами            | Леон Вандале          |
| 1958                      | Йозеф Планкарт      | Рик Ван Лой            | Роже Де Корт          |
| 1959                      | Симус Эллиот        | Альфред Де Брёйне      | Théo Dingens          |
| 1960 отменена             |                     |                        |                       |
| 1961                      | Артур Декаботер     | Франс Схауббен         | Жорж Декрайе          |
| 1962                      | Роберт Де Мидделейр | Жан-Баптист Клас       | Роже Де Конинк        |
| 1963                      | Рене Ван Менен      | Людо Янссенс           | Жан-Баптист Клас      |
| 1964                      | Франс Мелкенбек     | Артур Декаботер        | Иво Моленарс          |
| 1965                      | Ноэль Де Паув       | Марсель Ван Ден Богарт | Йос ван дер Флёйтен   |
| 1966                      | Джо де Ро           | Вальтер Годефрот       | Эдди Меркс            |
| 1967                      | Вилли Векеманс      | Йозеф Спрёйт           | Эдвард Селс           |
| 1968                      | Херман Ван Спрингел | Рольф Вольфсхол        | Бернар Ван Де Керков  |
| 1969                      | Роже Де Вламинк     | Даниэль Ван Рукегхем   | Валери Ван Свевельт   |
| 1970                      | Франс Вербек        | Роже Росьер            | Андре Дирикс          |
| 1971                      | Эдди Меркс          | Роже Росьер            | Ноэль Вантигем        |
| 1972                      | Франс Вербек        | Андре Дирикс           | Эдди Меркс            |
| 1973                      | Эдди Меркс          | Роже Де Вламинк        | Алберт Ван Влирбергхе |
| 1974                      | Жозеф Брюйер        | Патрик Серкю           | Рик ван Линден        |
| 1975                      | Жозеф Брюйер        | Патрик Серкю           | Жозе Де Каувер        |
| 1976                      | Виллем Петерс       | Хенни Кёйпер           | Патрик Серкю          |
| 1977                      | Фредди Мартенс      | Ян Рас                 | Людо Петерс           |
| 1978                      | Фредди Мартенс      | Альфонс Ван Катвейк    | Ян Рас                |
| 1979                      | Роже Де Вламинк     | Ян Рас                 | Франк Хосте           |
| 1980                      | Жозеф Брюйер        | Вальтер Планкарт       | Шон Келли             |
| 1981                      | Ян Рас              | Жильбер Дюкло-Лассаль  | Жан-Люк Ванденбрук    |
| 1982                      | Альфонс Де Вольф    | Грэм Джонс             | Шон Келли             |
| 1983                      | Альфонс Де Вольф    | Ян Рас                 | Люк Колейн            |
| 1984                      | Эдди Планкарт       | Жан-Люк Ванденбрук     | Людо Петерс           |
| 1985                      | Эдди Планкарт       | Жак Ханеграф           | Йозеф Ликкенс         |
| 1986 отменена из-за снега |                     |                        |                       |
| 1987                      | Тён Ван Влит        | Стивен Рокс            | Ян Гуссенс            |
| 1988                      | Ронни Ван Холен     | Йохан Ламмертс         | Джон Тален            |
| 1989                      | Этьенн Де Вилде     | Шон Келли              | Ремиг Штумпф          |
| 1990                      | Йохан Капио         | Эдвиг Ван Хойдонк      | Этьенн Де Вилде       |
| 1991                      | Андреас Каппес      | Карло Боманс           | Эдвиг Ван Хойдонк     |
| 1992                      | Йохан Капио         | Петер Питерс           | Эрик Вандерарден      |
| 1993                      | Вильфрид Нелиссен   | Олаф Людвиг            | Эрик Вандерарден      |
| 1994                      | Вильфрид Нелиссен   | Фредерик Монкассин     | Андреас Каппес        |
| 1995                      | Франко Баллерини    | Эдвиг Ван Хойдонк      | Андрей Чмиль          |
| 1996                      | Том Стелс           | Хендрик Редант         | Олаф Людвиг           |
| 1997                      | Петер Ван Петегем   | Том Стелс              | Йохан Капио           |
| 1998                      | Петер Ван Петегем   | Джанлука Бортолами     | Андрей Чмиль          |
| 1999                      | Франк Ванденбрук    | Вилфрид Петерс         | Том Стелс             |
| 2000                      | Йохан Мюзеув        | Штеффен Веземан        | Сервус Кнавен         |
| 2001                      | Микеле Бартоли      | Хендрик Ван Дейк       | Матте Пронк           |
| 2002                      | Петер Ван Петегем   | Франк Хёй              | Мишель Ванхакке       |
| 2003                      | Йохан Мюзеув        | Макс ван Хесвейк       | Паоло Беттини         |
| 2004 отменена из-за снега |                     |                        |                       |
| 2005                      | Ник Нюйенс          | Том Бонен              | Стевен де Йонг        |
| 2006                      | Филипп Жильбер      | Барт Де Вале           | Леон Ван Бон          |
| 2007                      | Филиппо Поццато     | Хуан Антонио Флеча     | Том Бонен             |
| 2008                      | Филипп Жильбер      | Ник Нюйенс             | Тур Хусховд           |
| Omloop Het Nieuwsblad     |                     |                        |                       |
| 2009                      | Тур Хусховд         | Кевин Иста             | Хуан Антонио Флеча    |
| 2010                      | Хуан Антонио Флеча  | Хайнрих Хаусслер       | Тайлер Фаррар         |
| 2011                      | Себастьян Лангевелд | Хуан Антонио Флеча     | Мэтью Хеймен          |
| 2012                      | Сеп Ванмарке        | Том Бонен              | Хуан Антонио Флеча    |
| 2013                      | Лука Паолини        | Стейн Ванденберг       | Свен Вандоселаре      |
| 2014                      | Иэн Стэннард        | Грег Ван Авермат       | Эдвальд Боассон Хаген |
| 2015                      | Иэн Стэннард        | Ники Терпстра          | Том Бонен             |
| 2016                      | Грег Ван Авермат    | Петер Саган            | Тиш Бенот             |
| 2017                      | Грег Ван Авермат    | Петер Саган            | Сеп Ванмарке          |
| 2018                      | Михаэль Вальгрен    | Лукаш Виснёвский       | Сеп Ванмарке          |
| 2019                      | Зденек Штыбар       | Грег Ван Авермат       | Тим Велленс           |
| 2020                      | Яспер Стёйвен       | Ив Лампарт             | Сёрен Краг Андерсен   |
| 2021                      | Давиде Баллерини    | Джейк Стюарт           | Сеп Ванмарке          |
| 2022                      | Ваут Ван Арт        | Сонни Кольбрелли       | Грег Ван Авермат      |
| 2023                      | Дилан Ван Барле     | Арно Де Ли             | Кристоф Лапорт        |
| 2024                      | Ян Тратник          | Нильс Политт           | Ваут Ван Арт          |
| 2025                      | Сорен Вэреншолд     | Поль Манье             | Йеспер Филипсен       |

## Рекорд побед

### По странам
| Побед | Страна                                       |
| ----- | -------------------------------------------- |
| 56    | Бельгия                                      |
| 4     | Италия, Нидерланды                           |
| 2     | Великобритания                               |
| 1     | Германия, Ирландия, Норвегия, Испания, Чехия |